# Panopa Logistik
Die Panopa Logistik GmbH ist ein Logistikunternehmen mit Sitz in Duisburg. Es wurde 1955 als Tochter des Krupp-Konzerns gegründet und ist heute eine hundertprozentige Tochter der südafrikanischen Imperial Logistics International.

## Geschichte
1955 wurde die Panopa-Industrie-Spedition als Tochter der damaligen Fried. Krupp GmbH gegründet. 1961 wurde sie in Panopa Verkehrs-GmbH umfirmiert. 1990 wurde die Hohenlimburger Kleinbahn (HKB) in die Panopa Verkehrs-GmbH, sowie die Panopa Verkehrs-GmbH in die Nestrans Logistik eingegliedert. 1994 folgte die Umbenennung der Panopa Verkehrs-GmbH in Panopa Logistik. Die Panopa Logistique France in Frankreich wurde 1997 gegründet, zwei Jahre später folgten die Panopa Logistik Polska und Panopa Polska in Polen und Ilssa & Panopa in Spanien.
Imperial Logistics International übernahm 2005 die Gillhuber Logistik-Gruppe und die Kontraktlogistikäktivitäten von Panopa im Bereich Automobillogistik wurden ergänzt. Imperial Logistics International übernahm 2008 die Hansmann-Gruppe zur Erweiterung des Panopa-Portfolios im Bereich Automobillogistik. 2009 wurden 51 Prozent des polnischen Transportunternehmens Garex übernommen.

## Unternehmen
Das Unternehmen hat seinen Hauptsitz in Duisburg und 66 Standorte in China, Deutschland, Finnland, Frankreich, Großbritannien, Polen, Portugal, Schweden, Schweiz, Südafrika, Tschechien, Ungarn und USA.

Das Angebot von Panopa umfasst: Logistikdienstleistungen (u. a. Supply-Chain-Management, Lieferantenkoordination Wareneingang, JIT- und JIS-Systeme, Lagerbewirtschaftung, Innerbetrieblicher Transport und Kommissionierung/Sequenzierung), weltweite Transportorganisation mit allen Verkehrsträgern, sowie Beratung, Planung und Flottenmanagement.
Der Schwerpunkt liegt in der Kontraktlogistik, insbesondere in den Bereichen Stahl-, Automobil- und Ersatzteillogistik sowie in der weltweiten Transportorganisation.